# „Fordíts!” jel
A „fordíts!” jel:  ˙/ .  a lap alján használatos: arra figyelmezteti az olvasót, hogy lapozzon, és nézze meg a túloldalt is. Olyan esetekben használatos, amikor nem magától értetődő, hogy a hátoldalon is található információ (különösen kézírásnál – illetve írógéppel írt szövegnél –, ha elfogy az oldal alján a hely, és csak egypár szó kerül át a túloldalra, amelyek elkerülhetik az olvasó figyelmét).

## Alakja
Jele egy felső pontból áll (amely kb. az ö, ü betűk ékezetével van egy magasságban), ezt egy ferde vonal követi, majd egy pont.
Hasonlít a százalékjelnek az arabban használt formájára:  ⁒  és a „kereskedelmi mínuszjelre”:  ⁒ , valamint a „pontozott obeloszra”:  ⸓ , amely számos karakterkészletben nem jeleníthető meg, mindamellett ezek egyikével sem azonos, amint a ferde vonal szögéből és a pontoknak a ferde vonalhoz viszonyított elhelyezkedéséből látható.
Eredetére vonatkozóan nem áll rendelkezésre bizonyos forrás, de feltehetőleg egy leegyszerűsített ábra: felül a verzó (homlokoldal) jele, a törtvonal jelölheti a fordítást, alul pedig a rektó (hátoldal) jeleként állhat a másik pont.

### Előállítása számítógépen
A „fordíts!” jel mint olyan – önálló karakterként – nem szerepel karaktertáblákban, így három alkotóeleme együtteséből alkotható meg.
Ezek közül leginkább a felső pont (dot above) okozhat gondot: ez az U+02D9 karakternek felel meg, amelynek HTML-kódja &#729;. Windows alatt a Ctrl+Alt+8 (s ezt követően egy tetszőleges billentyű) kombinációjával, Wordben pedig az Alt lenyomása mellett a számbillentyűzeten a 729 begépelésével állítható elő.
A szimmetrikus kinézet érdekében a törtvonal után, az alsó pont elé igény szerint esetleg be lehet szúrni egy hajszálszóközt (thin space): weboldalra a &thinsp; vagy &#8202; kóddal, Windows alatt, Wordben pedig az Alt lenyomása mellett a számbillentyűzeten a 8202 begépelésével, illetve a 200A karaktersor begépelésével és a Alt+X lenyomásával állítható elő.

## Előzményei
Először A magyar helyesírás szabályai 1922-es fő kiadásának 1931-es 4. kiadása szabályozta (a 266. pontban, a szakaszjellel § együtt), ahol figyelmeztető jelnek nevezik. Itt a ferde vonal előtti pont még lent, az utána lévő pedig középen szerepel: . / ·. Ugyanezt a formát őrizte meg a szabályzat következő, 1936-os, 5. kiadása.
Az 1937-ben megjelent 6. kiadásban látható először ma ismert alakjában: ˙/ ., és az ezt követő kiadások már ebben a formában közlik.
Használata ugyanakkor a fentieknél korábbra datálódik, például Ady is alkalmazta már a XX. század elején egy magánlevelében.
A 11. kiadás 275. pontja tartalmazta, a 12-esben már nincs említve.

## Más nyelveken
Nem ismeretes, hogy ezt a jelet ebben a formában más nyelvek használnák, ugyanis általában a „fordíts”, „lapozz”, „lásd a hátoldalt” kifejezés valamely szinonimája, ill. annak „kérem”-mel bővített formája fordul elő, rendszerint rövidített alakban.
Ilyen például az angol PTO vagy p.t.o. (please turn over), a német b.w. (bitte wenden), a francia TSVP (tournez s’il-vous-plaît) vagy voir au verso, az olasz v.r. (vedi retro), a spanyol v.a.d. (véase al dorso), esetleg seguir al dorso, stb.